# Gevlekte langsprietmot
De gevlekte langsprietmot (Nematopogon adansoniella) is een nachtvlinder uit de familie Adelidae, de langsprietmotten. De spanwijdte bedraagt tussen de 17 en 19 millimeter.

## Waardplanten
De gevlekte langsprietmot heeft beuk, eik, sleedoorn en blauwe bosbes als waardplanten.

## Voorkomen in Nederland en België
De gevlekte langsprietmot is in Nederland en in België een schaarse soort, die verspreid over het hele gebied lokaal kan worden gezien. De soort kent één generatie, die vliegt van april tot juni.